# Союз українських народних домів
Союз Українських Народних Домів (СУНД) — центральне об'єднання українських народних домів і споріднених організацій та товариств українців, приналежних до Української греко-православної церкви в Канаді.
Союз був заснований 1927 року, правно оформлений 1929. Головна мета — зміцнення зв'язків між товариствами й установами, що гуртуються при укр. народних домах, підвищення і координація виховної, культ. і гром. праці. Пресовий орган — «Український Голос». Централя переходить до місця осідку кожночасної Управи. СУНД є складовою частиною Союзу Українців Самостійників.